# La baby-sitter 1
La baby-sitter 1 è l'ottavo libro della collana horror per ragazzi Super brividi dello scrittore R.L. Stine ed è il primo di una serie di quattro libri.

## Trama
Jenny Jefferson è la protagonista e ha trovato lavoro come baby-sitter presso una famiglia, la famiglia Hagen. Mentre va al lavoro per la prima volta, sul pullman è in compagnia della sua migliore amica, Laura, la quale le chiede come ha fatto a trovare il posto e lei le spiega che un giorno era al centro commerciale con sua cugina, incontrò un bambino di 6 anni, Donny, che si era perso e decise di rimanere con lui finché i genitori non sarebbero tornati a riprenderselo. Appena lo ritrovarono, i signori Hagen spiegarono a Jenny che stavano cercando una baby-sitter per Donny. Lì per lì, Jenny rifiutò perché al TG aveva sentito che alcune baby-sitter erano state aggredite da un pazzo mascherato, ma Donny insistette e Jenny accettò.
Appena arriva a casa Hagen, la ragazza nota che sembrava uscita da un film horror, ma si fa coraggio e suona. Dopo un po', sente suonare alla porta, e vede un signore strano, che le dice di essere il vicino, e che aveva visto un malintenzionato girare intorno alla casa. Nonostante ciò, i primi giorni, fila tutto liscio, ma una sera, dopo aver messo Donny a dormire, squilla il telefono e Jenny sente un respiro e si terrorizza pensando che sia il famoso maniaco, ma riattacca subito... dopo un po' risquilla il telefono, e sente una voce che le sussurra "hey cocca, sei sola soletta in quella grande casa? Non preoccuparti, sta per arrivare la compagnia". In un primo momento, pensa che possano essere due persone: o il vicino o Chuck Quinn, un ragazzo con il quale si sta frequentando. Un giorno, i signori Hagen tornano prima del solito, e mentre Jenny sta prendendo il suo giubbotto, nota dei ritagli di giornale dentro una scatola... questi ritagli di giornale parlano solamente delle baby-sitter aggredite... e lì capisce che non può essere né Chuck né il vicino a tormentarla... ma chi può essere?